# Anton Svedbergs Swängjäng
Anton Svedbergs Swängjäng (med varierande stavning) var ett under 1970-talet verksamt musikerkollektiv från Luleå som tillhörde proggrörelsen.
Anton Svedbergs Swängjäng bildades 1972 och bestod som mest av 55 personer. Deras framträdanden gjordes av ett mindre antal personer, vilket kunde vara i form av ett popband, spelmanslag, jazzband eller stråkkvartett allt efter behov och önskemål. När de spelade storbandsjazz var de dock 30 personer. Musiken präglades av spelglädje, viss regionalism och ett avståndstagande från likriktad och kommersiell musik.
Albumet Anton Svedbergs Swängjäng (1974) var det första som utgavs på skivbolaget Manifest i Luleå. Senare medverkade gruppen på två samlingsskivor, Norrbottensplattan (1, 1977; 2, 1978) utgivna på samma skivbolag.
Några av medlemmarna var även kända från andra grupper som Kornet, Norrbottens Järn, Norrlåtar och Rekyl. Bland övriga medlemmar märktes den i Luleå välkände musikbegåvningen Per-Olov Åström (1955–1980) och Christer Engberg, i vars film "Lusten till ett liv" (1999) Åström är förebild för rollfiguren Affe, samt Andreas Aarflot. Flera av medlemmarna medverkade även på den sistnämndes soloalbum (1978).
Bland de många medlemmarna fanns dock inte någon med namnet Anton Svedberg. Enligt en troligen mindre trovärdig uppgift sades denne person vara "...en beryktad klarinettist, bördig från Altervattnet. Redan som 75-åring började han förtrolla publiken i hembygdens Folkets hus. Sist han hördes av, var han på väg till Rutviks Airport för ett gästspel i USA, men där upphör också alla spår."

## Medverkande på musikalbumet
- Björn Sjöö (sång, keyboards)
- Lars Lundström (sång, bas)
- Per-Olov Åström (sång, bas)
- Britt Nilsson (sång)
- Maria Rosén (sång)
- Dan Bergman (sång, gitarr, trummor)
- Erik Eriksson (sång, gitarr)
- Urban Nilsson (sång, keyboards)
- Stefan Björklund (gitarr)
- Andreas Aarflot (keyboards, saxofon)
- Jan Frykholm (keyboards)
- Rolf Hedberg (flöjt, saxofon, keyboards, gitarr)
- Lars Olsson (saxofon, basun)
- Hans Rinander (saxofon)
- Holger Thörnlund (saxofon)
- Bertil Forsman (trumpet, trombon)
- Björn Olsson (trumpet)
- Anders Orrje (kornett)
- Sture Henriksson (klarinett)
- Ulf Jonsson (dragspel, bas)
- Hasse Alatalo (fiol)
- Lars Frykholm (fiol)
- Åke Hult (fiol)
- Jan Olofsson (fiol)
- Hans Sandin (fiol)
- Mikael Segerström (fiol)
- Magnus Sjögren (fiol)
- Bo Sundberg (bas)
- Sören Andersson (bas)
- Rickard Wennström (bas)
- Morgan Andersson (trummor)
- Dick Ask (trummor)
- Hans Pettersson (trummor)
- Lars Blomkvist (sång)
- Inga-Lisa Karlsson (sång)
- Lena Strand (sång)